# Existence Is Futile (Revocation)
Existence Is Futile è il secondo album del gruppo musicale statunitense Revocation, pubblicato il 29 settembre 2009 dalla Relapse Records.

## Tracce
Testi e musiche di David Davidson, eccetto dove indicato.
1. Enter the Hall – 2:27
2. Pestilence Reigns – 4:33
3. Deathonomics – 3:42
4. Existence Is Futile – 4:50 (testo: Anthony Buda)
5. The Brain Scramblers – 3:11 (testo: Anthony Buda)
6. Across Forests and Fjords – 4:16
7. ReaniManiac – 3:18 (testo: Anthony Buda)
8. Dismantle the Dictator – 3:57 (testo: Anthony Buda)
9. Anthem of the Betrayed – 5:16
10. Leviathan Awaits – 4:48
11. Tragedy of Modern Ages – 7:03 (testo: Anthony Buda)

## Formazione
- David Davidson - voce, chitarra
- Anthony Buda - basso, voce secondaria
- Phil Dubois-Coyne - batteria